# Ingrid Bergman
Ingrid Bergman (Stockholm, 29 augustus 1915 – Londen, 29 augustus 1982) was een Zweeds actrice. Een van haar beroemdste rollen was die van Ilsa in de film Casablanca (1942) met als tegenspeler Humphrey Bogart.
Ze won in haar carrière drie Oscars: voor haar hoofdrollen in Gaslight (1944) en Anastasia (1956) en voor haar bijrol in de verfilming van Agatha Christies Murder on the Orient Express (1974).

## Loopbaan
Bergman verloor op jonge leeftijd haar beide ouders en werd door familieleden opgevoed. Ze studeerde aan de Koninklijke Theaterschool in Stockholm en haar eerste rol was in de Zweedse film Munkbrogreven (de monniksbrug telling) in 1934. Na negen films in Zweden ging ze in 1938 naar Duitsland, waar ze een contract tekende met de UFA voor drie films. Alleen de eerste, Die vier Gesellen, werd daadwerkelijk gemaakt. Daarna vertrok ze naar de VS, vermoedelijk ter wille van haar echtgenoot Petter Aron Lindström. Ze maakte daar naam door een rol in de film Intermezzo (1939).
In 1946 ontving ze de Zweedse koninklijke onderscheiding Litteris et Artibus.
In 1949 bloeide op de set van Stromboli het contact met Roberto Rossellini op tot een affaire. Doordat ze beiden getrouwd waren, werd de relatie, waarbij ze ook zwanger werd, een schandaal waaronder haar carrière bijna bezweek. Na de geboorte van hun baby (Renato) werd ze beschreven als "Hollywood's apostle of degradation". Ze huwden nadien en Bergman werd ook nog moeder van actrice Isabella Rossellini en Isotta Rossellini (tweeling).
Een aantal jaren later kreeg ze door de film Anastasia weer het vertrouwen van het publiek en werd opnieuw een ster. In 1978 speelde ze in Ingmar Bergmans Herfstsonate, wat wordt gezien als een van haar beste optredens. Ze sprak vloeiend verschillende talen, waaronder Zweeds, Duits, Frans, Engels en Italiaans. 
Ze overleed aan kanker op haar verjaardag in 1982 en werd gecremeerd in Zweden, waarna haar as werd uitgestrooid.

## Filmografie

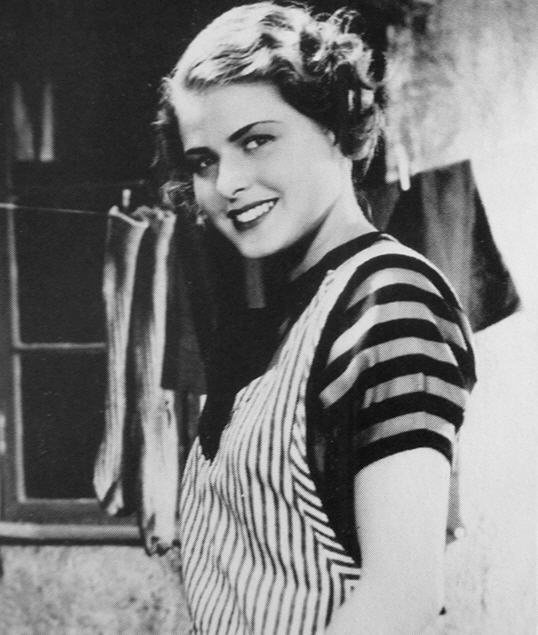
Bergman in Munkbrogreven (1935)

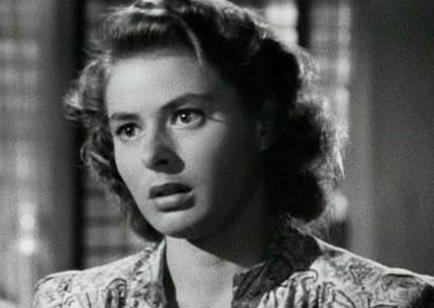
Bergman in Casablanca (1942)

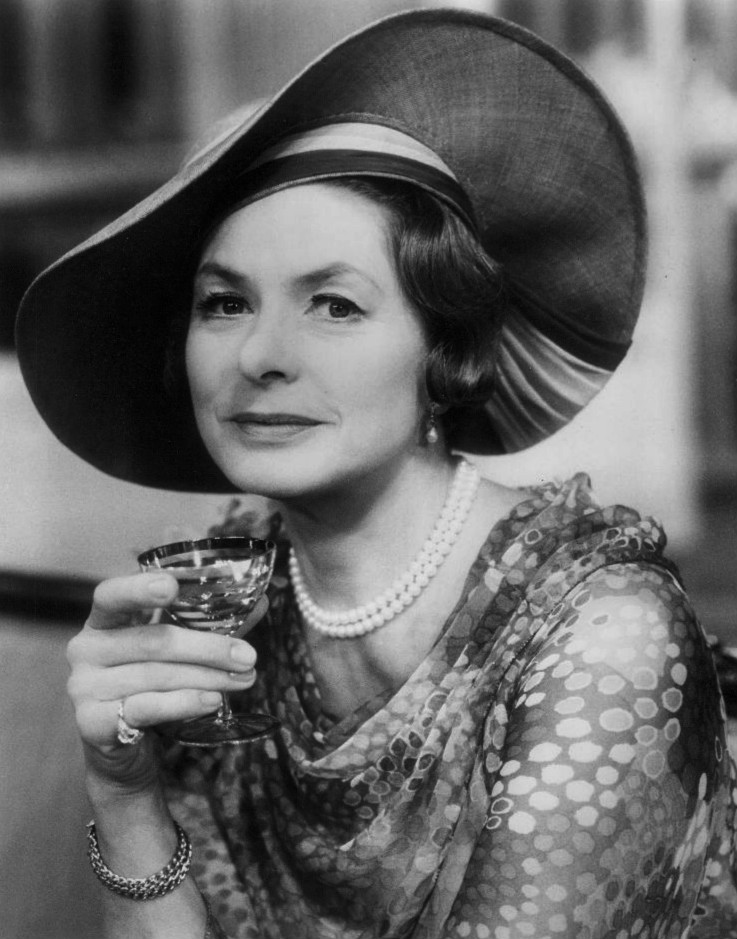
Bergman in The Constant Wife (toneelstuk, 1975)

## Trivia
- Een McDonnell Douglas MD-11 toestel (registratie PH-KCK) van de Koninklijke Luchtvaart Maatschappij was vernoemd naar Ingrid Bergman.
- De roos 'Rosa Ingrid Bergman' is vernoemd naar Ingrid Bergman.